# SR웨어 아이언
SR웨어 아이언(SRWare Iron) 또는 줄여서 아이언(Iron)은 독일의 SRWare에서 크로미엄 소스 코드를 바탕으로 제작한 오픈 소스 웹 브라우저이다. 또힐 구글 크롬과 달리, 사용 추적(Usage Tracking) 등의 기능이 제거되어 있고, 광고 차단(Ad-Block) 기능이 내장되어 있다.
2010년 8월 11일 마이크로소프트는 BrowserChoice.eu에 SR웨어 아이언을 추가함으로써 BrowserChoice.eu에서 이 브라우저를 선택할 수 있도록 하였다.

## 같이 보기
- 웹 브라우저
- 구글 크롬
- 쿨노보
- BrowserChoice.eu